# 巴扎达什牧林场
巴扎达什牧林场，是中华人民共和国新疆维吾尔自治区喀什地区塔什库尔干塔吉克自治县下辖的一个乡镇级行政单位。

## 行政区划
巴扎达什牧林场下辖以下地区：
虚拟巴扎达什村。